# Octarrhena cladophylax
Octarrhena cladophylax är en orkidéart som först beskrevs av Heinrich Gustav Reichenbach, och fick sitt nu gällande namn av Peter Francis Hunt. Octarrhena cladophylax ingår i släktet Octarrhena och familjen orkidéer. Inga underarter finns listade i Catalogue of Life.